# Echidna nebulosa
La murena stellata (Echidna nebulosa Ahl, 1789) è un pesce osseo marino appartenente alla famiglia Muraenidae, diffusissimo in gran parte delle coste tropicali dell'Indo-Pacifico.

## Descrizione
Presenta una forma sinuosa del corpo tipica delle altre murene: estremamente allungata, appena compressa lateralmente; la testa ad ogiva occupa tutta la porzione anteriore del corpo; la bocca è ampia con mascelle articolate armate di denti conici molto aguzzi e leggermente rivolti verso il dentro della gola; nella gola sono presenti altre due mascelle faringee dotate anche esse di denti conici; il movimento alternato di queste due serie di mascelle permette all'Echidna nebulosa di inghiottire senza sforzo grossi bocconi; sul muso sono presenti quattro narici tubolari; quelle anteriori, rivolte verso il davanti, sono molto più lunghe delle posteriori; gli opercoli branchiali sono ridotti a due semplici orefizi dotati di un muscolo a sfintere, è la bocca che provvede a creare il movimento dell'acqua attraverso le branchie; la pelle è nuda, priva di squame, e ricoperta da un'abbondante secrezione di muco, ricco di sostanze irritanti. Come tutte le murene anche l'Echidna nebulosa non possiede pinne raggiate; è solo presente una piega cutanea, molto mobile, che dal dorso continua sul perimetro sino all'ano posto sul lato ventrale.
La livrea è molto particolare: il colore di base è il bianco latte con lievi riflessi giallo oro; su tutto il corpo è disegnato un reticolo nero che si addensa in alcune incomplete bande verticali su cui sono presenti numerosi puntini di color bianco o giallo oro; il tutto la fa sembrare un cielo stellato onde il nome scientifico di nebulosa; l'iride dell'occhio e le narici tubolari sono di color giallo oro.

## Distribuzione e habitat
E. nebulosa è largamente diffusa nell'Oceano Indiano e nell'Oceano Pacifico, dalle coste africane orientali sino alle coste americane occidentali.
Vive in una svariata tipologia di habitat: dalle coste rocciose e scogliose alle barriere coralline, dai fondali sabbiosi e fangosi ai letti di alghe. Si rinviene spesso nelle lagune e nelle pozze di marea.

## Biologia
Non è un grande nuotatore e preferisce restare sull'imboccatura della tana controllando tutto quello che succede nei paraggi, pronto ad arretrare in caso di pericolo o di uscire se avverte l'odore di un buon bocconcino; nel qual caso nuota con un lento movimento sinuoso.

### Alimentazione
La murena stellata è un abile predatore; caccia preferibilmente di notte infilandosi nelle più sottili fenditure alla ricerca di piccoli pesci, cefalopodi o crostacei che rappresentano il suo alimento principale; molto vivace, non esita ad uscire dall'acqua per raggiungere le pozze delle scogliere.